# Conradin Kreutzer
Conradin Kreutzer, menzionato anche con il nome Konradin e il cognome Kreuzer (Meßkirch, 22 novembre 1780 – Riga, 14 dicembre 1849), è stato un compositore, musicista e direttore d'orchestra tedesco.

## Biografia
All'età di nove anni si trasferì alla scuola latina della Abbazia Benedettina Zwiefalten, spostandosi nel 1796, a causa della guerra, nell'Abbazia premostratense di Bad Schussenried, dove ha conosciuto e seguito gli insegnamenti dell'organista Wilhelm Hanser.
Da giovane studiò diritto a Friburgo e dopo la morte del padre nel 1800, si dedicò intensamente alla musica
iniziando la sua carriera musicale. Aveva già imparato a suonare il clarinetto, l'oboe, il violino, oltre al pianoforte e all'organo durante gli anni scolastici, ed aveva ricevuto lezioni di canto e di teoria musicale. 
Nel 1801 esordì con il Singspiel intitolato Die lächerliche Werbung. 
Quattro anni dopo iniziò un corso di studio viennese sotto la guida di Johann Georg Albrechtsberger, lavorando anche come insegnante.
Dal 1810 al 1812, viaggiò attraverso la Svizzera, la Germania, la Francia, il Belgio e i Paesi Bassi.
Le sue successive opere Der Taucher e Conradin von Schwaben non riscossero inizialmente una buona accoglienza, mentre dopo qualche anno il suo Konradin gli consentì di ottenere il ruolo di maestro di corte del Württemberg.
Maggiore successo ebbero i Singspiele Jery und Bätely (1810) e Aesop in Phrygien (1821).
Nel 1817 si trasferì a Donaueschingen per la nomina di maestro alla corte dei Fürstenberg.
Nel 1822 ritornò a Vienna, per mettere in scena il 4 dicembre l'opera Libussa al Theater am Kärntnertor, dove nello stesso tempo divenne maestro di teatro.
Nel 1833 rappresentò, cogliendo un buon successo, Melusine; sette anni dopo si spostò a Colonia per lavorare come direttore musicale, e dal 1846 soggiornò a Vienna sempre con la nomina di Kapellmaster.
Il suo lavoro ha spaziato su vari generi di musica: ha creato circa cinquanta opere teatrali, opere per musica da camera, musica da chiesa, canzoni, lieder, oratori. Nella popolazione, le sue composizioni per coro, in particolare per coro maschile, in cui spesso suonava poesie musicali basate sulle liriche di Ludwig Uhland, erano molto diffuse e popolari.
Il filosofo Martin Heidegger il 30 ottobre 1955 a Meβkirch tiene un discorso di commemorazione in occasione delle celebrazioni per il 175º anniversario dalla nascita di Kreutzer. La trascrizione di questo discorso è ancora visibile nel testo "L'abbandono" pubblicato nel 1959.